# Концерт (Преті)
Концерт — картина неаполітанського художника Матіа Преті (1613–1699). Одна з найкращих картин на теми музичних зайнять XVII століття.

## Лицар Мальтійського ордену
Маттіа Преті навчався в Римі і деякий час працював там як художник. Трохи різка художня манера Преті ріднить його з римськими послідовниками Караваджо, але у нього свій стиль, не схожий на художню манеру ні Гверчіно, Ніколо Реньєрі, ні Валантена де Булонь. В творчому надбанні Матіа Преті фрески в церквах, картини на релігійні сюжети і декілька побутових полотен. Відомий меценат і покровитель художників папа римський Урбан VIII висвятив Матіа Преті в лицарі Мальтійського ордену. Тому решту життя Преті прожив на острові Мальта,  де він і помер на 87 році життя.

## Опис твору
Серед побутових картин Преті 1630-х років є декілька трифігурних. Зазвичай вони за столом, грають в шахи, кості, або на музичних інструментах . Не дуже красиві за композиціями, вони трохи монотонні і навіть провінційні, бо зображують вартових, солдатів у караульнях, брутальних типів, що від нудьги не знають, куди себе подіти.
Серед них вигідно відрізняється полотно «Концерт» приблизно 1635 року (Ермітаж, Петербург). На полотні теж три постаті. Два музики в залізних обладунках грають на музичних інструментах, а молода дівчина слухає схвильвано і тривожно.
Один з парубків на полотні грає на гітарі, голос якої був дещо сильніший за тихий голос лютні. Неприємно дивує нервова, тривожна атмосфера полотна. Нема жодної посмішки, жодного натяку на веселу пісню, жарт або доречну тут серенаду. Навпаки, атмосфера пригніченості панує, а всі присутні досить самотні і відокремлені один від одного. Ніхто не співає і, швидше за все, лунає інструментальний твір без вокалізу, що крає серце всім присутнім.